# Pseudostella pegasis
Pseudostella pegasis là một loài bướm đêm trong họ Noctuidae.